# Жамбылский район (Жамбылская область)
Жамбылский район (каз. Жамбыл ауданы) — административная единица на юге Казахстана в Жамбылской области.
Административный центр — село Аса.
Площадь территории района — 4,3 тыс. км².
Аким района - Сакен Арубаев .

## География
Рельеф разнообразный, большую часть занимают горы Каратау и Киргизский хребет; центральная часть возвышенная, северная — равнина. В недрах запасы естественных строительных материалов. Климат континентальный; зима мягкая, лето жаркое. Средние температуры января от −6 до −7°С, июля 22—26 °С. Среднегодовое количество атмосферных осадков 250—400 мм. По территории района протекают pеки Талас, Асы. Озёра: Богетколь, Сулуколь, Сенгирбай, Кокиш и другие. Почвы горно-луговые, горно-степные, серозёмные, лугово-серозёмные, лугово-болотные. Растут полынь, осока, кермек, сафлора, солянка, тростник. Обитают сайгак, архар, заяц, лисица, волк; птицы: беркут, ястреб, фазан и другие.

## История
Образован 17 января 1928 года как Аулие-Атинский район в составе Сыр-Дарьинского округа Казахской АССР.
17 декабря 1930 года Сыр-Дарьинский округ, как и все остальные округа Казахской АССР, был упразднён, и Аулие-Атинский район передан в прямое подчинение республиканским властям.
10 марта 1932 года район вошёл в состав новообразованной Южно-Казакской области Казахской АССР (с 1936 года — Южно-Казахстанской области Казахской ССР).
В 1936 году Аулие-Атинский район переименован в Мирзояновский район, а в 1938 — в Джамбулский.
Указом Президиума Верховного Совета СССР от 14 октября 1939 года из части Южно-Казахстанской и Алма-Атинской областей была создана Джамбулская область, в которую и вошёл Джамбулский район.
17 января 1962 года центр Джамбулского района был перенесён из города Джамбула в село Асса.
В 1963 году Джамбулский район был упразднён, но уже 31 января 1966 года восстановлен.
4 мая 1993 года Постановлением Президиума Верховного Совета Казахстана транскрипция названия Джамбулского района на русском языке была изменена на Жамбылский район Жамбылской области.
Во избежание путаницы с другими одноимёнными районами общественниками предлагается вернуть историческое название — Аулиеатинский район.

## Население
Национальный состав (на начало 2019 года):
- казахи — 58 197 чел. (70,20 %)
- дунгане — 8114 чел. (9,79 %)
- курды — 5038 чел. (6,08 %)
- турки — 4199 чел. (5,07 %)
- русские — 3441 чел. (4,15 %)
- татары — 880 чел. (1,06 %)
- киргизы — 826 чел. (1,00 %)
- узбеки — 834 чел. (1,01 %)
- другие — 1373 чел. (1,66 %)
- всего — 82 902 чел. (100,00 %)

## Демография
Динамика изменения численности населения с 1999 по 2002 годы:
| Наименование\год | 1999 год  | 2000 год  | 2001 год  | 2002 год  |
| ---------------- | --------- | --------- | --------- | --------- |
| Жамбылский район | 70,3 тыс. | 70,2 тыс. | 71,1 тыс. | 71,3 тыс. |
| село Аса         | 8,3 тыс.  | 8 тыс.    | 7,8 тыс.  | 8,1 тыс.  |

## Административное устройство района включает в себя 17 сельских округов[4][12].

### Асинский сельский округ
1. село Аса
2. село Рахат

### Айшабибинский сельский округ
1. село Айша-Биби (Головачевка)
2. село Каратау
3. село Кызылтан

### Акбастауский сельский округ
1. село Бирлесу-Енбек
2. село Шокай

### Акбулымский сельский округ
1. село Акбулым
2. село при станции Талас

### Бесагашский сельский округ
1. село Бесагаш
2. село Турксиб

### Гродековский сельский округ
1. село Гродеково
2. село Кызылдихан

### Полаткошинский сельский округ
- село Жалпак-Тобе

### Ерназарский сельский округ
- село Ерназар

### Жамбылский сельский округ
1. село Шайкорык
2. село Бесжылдык
3. село Капал (Ворошилово)
4. село Коныртобе (Совтрактор)
5. село Танты
6. сёло при станции Шайкорык

### Колькайнарский сельский округ
1. село Тастобе
2. село Енбек
3. село Жамбыл
4. уч. Колькайнар
5. село Костобе

### Каракемерский сельский округ
1. село Каракемер
2. аул Кумтиын (уч. Ильич)
3. село Сенгирбай

### Карасуский сельский округ
1. село Пионер
2. село Шайдана

### Каройский сельский округ
1. село Пригородное

### Кызылкайнарский сельский округ
1. село Кызылкайнар (Акжар)
2. село Жасоркен

### Орнекский сельский округ
1. село Орнек
2. село при станции Жума

Каратюбински сельски округ
1. село Бектобе
2. село Кызылшарык
3. село Байтерек (Октябрь)

Тогызтарауский сельский округ
- село Тогызтарау
- аул  Жанаоткель
- аул Кумсуат

## Экономика
Имеются масло-, хлебозаводы, цеха по переработке плодов и винограда, строительные и транспортные предприятия. Производство строительных материалов (гипс, известняк и другие). Выращивают зерновые, технические, овоще-бахчевые культуры. Разводят крупный рогатый скот, овец и коз, лошадей. На территории села Айша-Биби в 18 км от Тараза находятся мавзолеи Айша Биби и Бабажы хатун. По территории района проходят железные дороги Шымкент — Тараз, Тараз — Каратау — Жанатас и автомобильные дороги Шымкент — Тараз, Тараз — Акколь — Саудакент.